# Ted Nugent (음반)
《Ted Nugent》는 미국의 하드 록 싱어송라이터 겸 기타리스트 테드 뉴전트의 데뷔 스튜디오 음반이다. 이 음반은 1975년 9월에 에픽 레코드에 의해 발매되었다. 이것은 그의 이전 그룹인 앰보이 듀크스에서 해체된 후 그의 첫 번째 음반이었다.

## 배경
앰보이 듀크스의 노력과 규율 부족에 지친 뉴전트는 그가 충분하다고 판단하고 그룹을 떠났다. 그는 콜로라도주의 황무지에서 석 달 동안 머리를 맑게 하고 사슴 사냥과 야외 활동을 즐기며 시간을 보냈다. 새로워진 뉴전트는 새로운 방향과 새로운 밴드를 찾아 문명으로 돌아왔다. 테드 뉴전트 밴드에 합류한 사람은 전 앰보이 듀크스의 베이시스트 롭 그랜지, 드러머 클리프 데이비스(전 이프) 그리고 마지막으로 앰보이 듀크스를 위해 이전에 오픈한 스콧이라는 미시간주 밴드 출신 가수 겸 기타 데릭 세인트 홈즈였다.
이 새로운 그룹은 그들의 첫 음반을 빌보드 200 28위에 올려 멀티 플래티넘으로 올려보낼 곡들을 형성하며, 그 다음 스튜디오에 진출했다. 첫 번째 트랙인 〈Stranglehold〉는 세인트 홈즈와 뉴전트의 보컬이 포함된 8분 이상의 기타 공격, 한 번에 녹음된 뉴전트의 깁슨 버드랜드 기타로 연주된 긴 솔로, 그리고 그레인지가 녹음한 독특한 단계의 베이스 기타 효과로 뉴전트의 경력을 위한 무대가 될 것이다. 세인트 홈즈는 〈Queen of the Forest〉, 〈Hey Baby〉, 〈Just What the Doctor Ordered〉, 〈Snakeskin Cowboys〉와 같은 트랙을 불렀는데, 후자는 그랜지가 연주한 8줄의 하그스트롬 베이스가 특징이며, 이는 향후 밴드의 콘서트 투어의 주요 곡임이 될 것이다. 〈Motor City Madhouse〉는 테드의 고향 디트로이트에 대한 송가다.
이 음반은 톰 워먼과 전 이프 매니저인 루 푸터먼이 프로듀싱을 맡았다. 뉴전트는 이 음반에 대해 "누구나 로큰롤이 무엇인지 알고 싶어한다면 그것만이 필요할 것이다"라고 말했다.
프로듀서 톰 워먼은 "뉴전트와 밴드 사이에 확실한 시너지 효과가 있다는 것을 인정해야 했다"고 말했다.

## 평가
| 전문가 평가                      | 전문가 평가 |
| 평가 점수                        | 평가 점수   |
| 출처                             | 점수        |
| -------------------------------- | ----------- |
| AllMusic                         | [ 2 ]       |
| Classic Rock                     | [ 4 ]       |
| Collector's Guide to Heavy Metal | 8/10        |

2005년, 《Ted Nugent》는 《록 하드》 잡지가 선정한 역사상 가장 위대한 록 & 메탈 앨범 500장에서 487위에 올랐다.
〈Stranglehold〉는 《기타 월드》가 선정한 역대 가장 위대한 기타 솔로 31위에 올랐다.

## 곡 목록
모든 곡들은 특별한 언급이 없는 한 테드 뉴전트에 의해 작사/작곡하였다.
| #  | 제목                             | 작사·작곡        | 재생 시간 |
| -- | -------------------------------- | ---------------- | --------- |
| 1. | 〈Stranglehold〉                 |                  | 8:22      |
| 2. | 〈Stormtroopin'〉                |                  | 3:07      |
| 3. | 〈Hey Baby〉                     | 데릭 세인트 홈즈 | 4:00      |
| 4. | 〈Just What the Doctor Ordered〉 |                  | 3:43      |

| #  | 제목                                | 재생 시간 |
| -- | ----------------------------------- | --------- |
| 5. | 〈Snakeskin Cowboys〉               | 4:38      |
| 6. | 〈Motor City Madhouse〉             | 4:30      |
| 7. | 〈Where Have You Been All My Life〉 | 4:04      |
| 8. | 〈You Make Me Feel Right at Home〉  | 2:54      |
| 9. | 〈Queen of the Forest〉             | 3:34      |

| #   | 제목            | 재생 시간 |
| --- | --------------- | --------- |
| 10. | 〈Magic Party〉 | 2:55      |